# Tephronia cremiaria
Tephronia cremiaria är en fjärilsart som beskrevs av Freyer 1838. Tephronia cremiaria ingår i släktet Tephronia och familjen mätare. Inga underarter finns listade i Catalogue of Life.